# 慈眼院 (文京区)
慈眼院（じげんいん）は、東京都文京区にある浄土宗の寺院。

## 概要
創建年代は不明である。ただ1620年（元和6年）、「沢蔵司稲荷」の別当寺に指定されていることから、その頃までには存在していたと推測される。

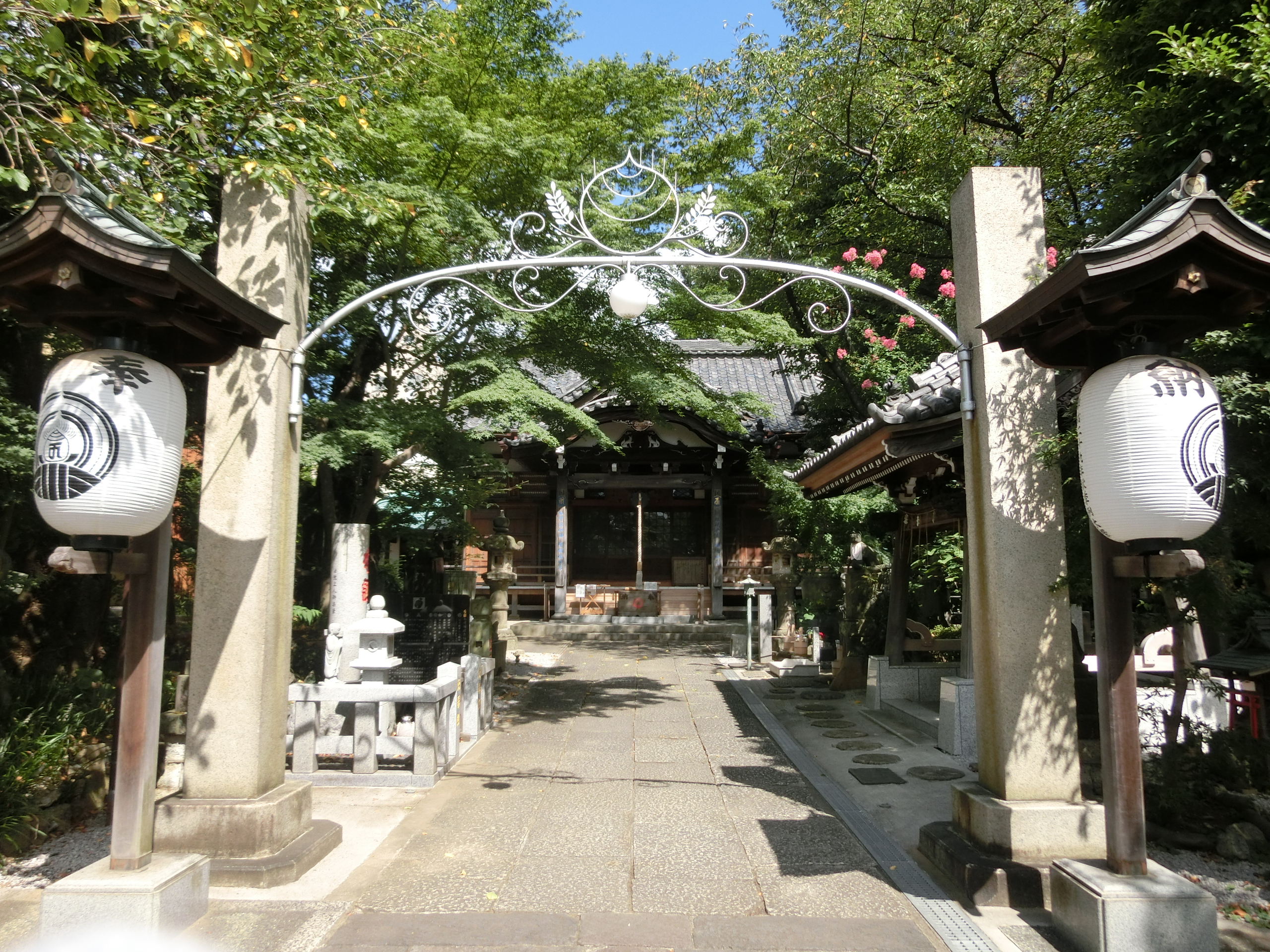
本堂
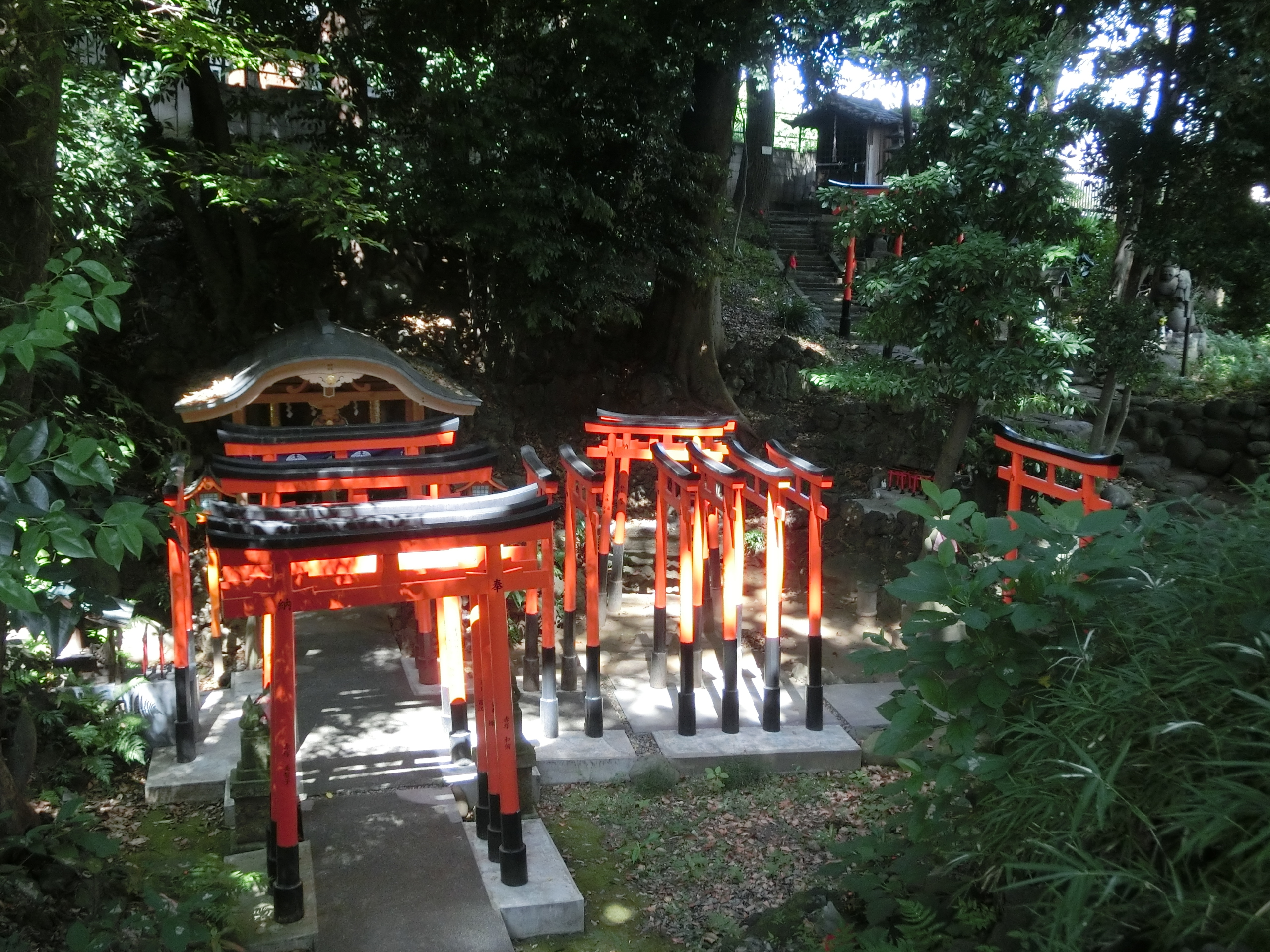
お穴

## 沢蔵司伝説

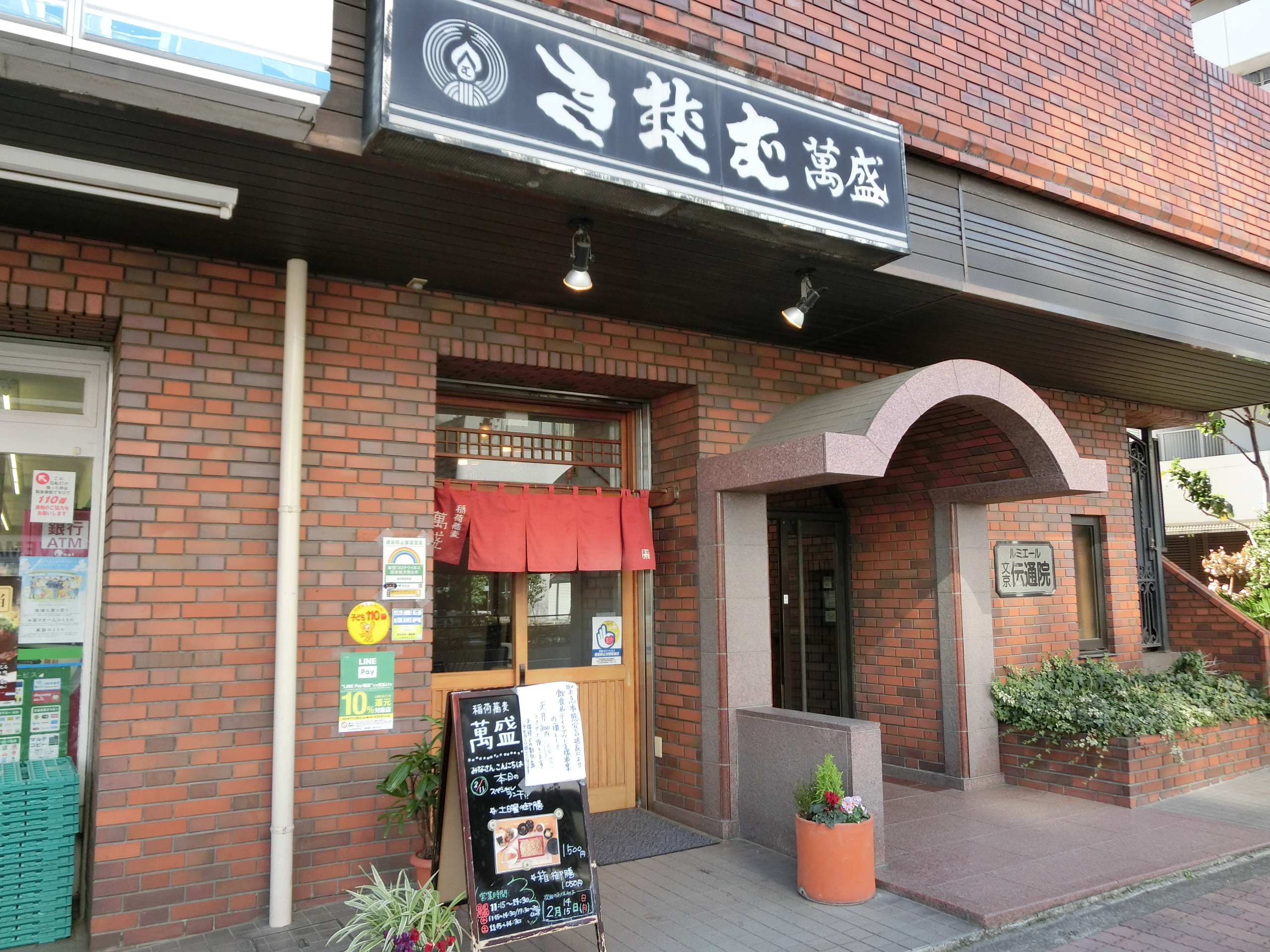
稲荷蕎麦「萬盛」

沢蔵司（たくぞうす）は、江戸時代初期に江戸に住んでいたという修学僧。
元和年間、浄土宗の教義を究めたいと「沢蔵司」と名乗る僧が伝通院に入門した。当時、伝通院は浄土宗の関東十八檀林の一つとされ、教学の根本道場として、多くの修学僧が学んでいた。
沢蔵司は忽ち頭角を現し、3年で教義を究めるまでになった。ある日、伝通院高僧の廓山・極山の両和尚の夢の中に沢蔵司が現れ、「自分は千代田城内の稲荷大明神であり、長年の望みだった浄土の奥義を究めることができた。これからは元の稲荷神に戻るが、伝通院の守護神となって恩に報いたい。」と告げ、姿を消したという。そういう経緯から、当院に稲荷神を祀ることになった。
沢蔵司は蕎麦が好物とされ、伝通院門前の蕎麦屋によく行っていた。2023年（令和5年）現在も沢蔵司お気に入りの蕎麦屋（稲荷蕎麦「萬盛」）は営業を続けている。

## 交通アクセス
- 春日駅A5出口より徒歩6分（経路案内）。